# Краус-Винце, Илона
Илона Краус-Винце (ивр. אילונה וינצה-קראוס‎, урождённая Илонка Краус, венг. Krauss Ilonká; 14 декабря 1902, Будапешт — 17 августа 1998, Тель-Авив) — венгерско-израильская пианистка и музыкальный педагог.
Окончила Будапештскую музыкальную академию, где училась в том числе у Белы Бартока. Во второй половине 1920-х гг. заявила о себе преимущественно как ансамблистка. Вместе с мужем, виолончелистом Ласло Винце основала в 1925 г. Венгерское трио, в 1931—1933 гг. в составе этого коллектива начал свою карьеру ансамблиста Шандор Вег.
В 1936 г. супруги Винце эмигрировали в Палестину. Здесь Краус-Винце стала важнейшим фортепианным педагогом страны, преподавая до 1947 г. в иерусалимском отделении Палестинской консерватории, затем в 1947—1966 гг. в Иерусалимской академии музыки и танца, а затем в музыкальной академии в Тель-Авиве. Среди её учеников многочисленные израильские пианисты, а также певица Наоми Шемер.